# Norsk Sosialdemokratisk Parti
Norsk Sosialdemokratisk Parti var et norsk politisk parti som opstillede til valg ved stortingsvalgene i 1957 og 1961. Partiet opnåede aldrig repræsentation i Stortinget.
I 1957 opstillede partiet i fem fylker, med følgende opslutningen:
- Hedmark – 0,4 %
- Nordland – 0,6 %
- Telemark – 0,8 %
- Troms – 0,7 %
- Østfold – 0,9 %

I 1961 opstillede partiet kun bare i Sør-Trøndelag og fik der en tilslutning på 0,4 % af stemmerne. Derefter forsvandt partiet ud af norsk valghistorie.